# Функтор обратного образа
Функтор обратного образа — это ковариантная конструкция пучков. Функтор прямого образа является первичной операцией на пучках, с простым определением. Обратный образ обладает более тонкими свойствами.

## Определение
Пусть нам дан пучок {\displaystyle {\mathcal {G}}} на {\displaystyle Y} и мы хотим перенести {\displaystyle {\mathcal {G}}} на {\displaystyle X}, используя непрерывное отображение {\displaystyle f\colon X\to Y}.
Мы будем называть результат обратным образом {\displaystyle f^{-1}{\mathcal {G}}}. Если мы попытаемся имитировать определение прямого образа и положим
{\displaystyle f^{-1}{\mathcal {G}}(U)={\mathcal {G}}(f(U)),}
для каждого открытого множества {\displaystyle U} в {\displaystyle X}, мы немедленно столкнёмся с проблемой: {\displaystyle f(U)} не обязательно открыто. Лучшее, что мы можем сделать — это приблизить его открытыми множествами, и даже в этом случае мы получим предпучок, а не пучок. Таким образом, мы определяем {\displaystyle f^{-1}{\mathcal {G}}} как пучок, ассоциированный с предпучком
{\displaystyle U\mapsto \varinjlim _{V\supseteq f(U)}{\mathcal {G}}(V).}
(Здесь {\displaystyle U} — открытое подмножество {\displaystyle X} и копредел берётся по всем открытым подмножествам {\displaystyle V} пространства {\displaystyle Y}, сожержащим {\displaystyle f(U)}.)
Например, если {\displaystyle f} — это просто вложение точки {\displaystyle y} в {\displaystyle Y}, то {\displaystyle f^{-1}({\mathcal {F}})} — это слой пучка {\displaystyle {\mathcal {F}}} в этой точке.
Существование отображений ограничения, как и функториальность обратного образа, следуют из универсального свойства прямых пределов.
Когда рассматриваются морфизмы локально окольцованных пространств {\displaystyle f\colon X\to Y}, например схем в алгебраической геометрии, часто работают с пучками {\displaystyle {\mathcal {O}}_{Y}}-модулей, где {\displaystyle {\mathcal {O}}_{Y}} — структурный пучок {\displaystyle Y}. Тогда функтор {\displaystyle f^{-1}} не подходит, так как результат его применения, вообще говоря, не является пучком {\displaystyle {\mathcal {O}}_{X}}-модулей. Чтобы исправить это, в этой ситуации для пучка {\displaystyle {\mathcal {O}}_{Y}}-модулей {\displaystyle {\mathcal {G}}} его обратный образ определяется по правилу
{\displaystyle f^{*}{\mathcal {G}}:=f^{-1}{\mathcal {G}}\otimes _{f^{-1}{\mathcal {O}}_{Y}}{\mathcal {O}}_{X}}.

## Свойства
- Хотя {\displaystyle f^{-1}} определяется сложнее, чем {\displaystyle f_{\ast }}, его слои вычисляются проще: для точки {\displaystyle x\in X}, имеем {\displaystyle (f^{-1}{\mathcal {G}})_{x}\cong {\mathcal {G}}_{f(x)}}.
- {\displaystyle f^{-1}} — точный функтор, как видно из приведённого выше вычисления слоёв.
- {\displaystyle f^{*}}, вообще говоря, только точен справа. Если {\displaystyle f^{*}} точен, f называется плоским.
- {\displaystyle f^{-1}} сопряжён слева к функтору прямого образа {\displaystyle f_{\ast }}, то есть существует естественный изоморфизм

{\displaystyle \mathrm {Hom} _{\mathbf {Sh} (X)}(f^{-1}{\mathcal {G}},{\mathcal {F}})=\mathrm {Hom} _{\mathbf {Sh} (Y)}({\mathcal {G}},f_{*}{\mathcal {F}})}.